# Primeros reinos suecos
La Alta Edad Media supuso para Suecia la entrada en la Historia. Tras el fin de la época vikinga (que en Suecia es conocida como Edad del Hierro tardía), y que fue un período durante el cual se intensificaron los contactos con el resto de Europa, comenzó un proceso de centralización política y lucha por el poder que va a durar más de 300 años.
La situación hasta esos momentos se había caracterizado por la falta de unidad política y la presencia de numerosos señores locales con un poder restringido a territorios muy limitados. Eso no quiere decir que no hubiera habido jefes locales que solicitaran para sí el título de rey, pero el significado que daban a ese título es difícil de constatar hoy en día; lo que sí se puede afirmar es que no hay vestigios que indiquen que antes de finales del siglo X hubiera siquiera habido intentos de unificación política en el territorio que hoy se conoce como Suecia.
Esos grandes señores locales se caracterizaron más por comandar expediciones vikingas que por intentar controlar el interior del territorio. Tan sólo a finales de ese siglo, con Olaf Skötkonung, apareció un personaje que se presenta como rey tanto de Gotia como de Sueonia (las dos regiones principales del país en aquella época), y que además se bautizó, lo que da muestras de la importancia que el cristianismo tenía ya por entonces. 
Estos son los elementos principales que van a caracterizar los siguientes 300 años: el intento de unificación bajo una misma corona de los tradicionales territorios de los gautas y los sueones, así como la cristianización de esos territorios, dos fenómenos que están muy relacionados. Las expediciones de vikingos y varegos estrecharon los lazos comerciales, políticos y culturales, e importaron a los países nórdicos la idea de poder estatal y una nueva religión. Distintos misioneros, ya fuera desde las islas británicas, ya desde el norte de Alemania, fueron introduciendo poco a poco el cristianismo en el norte, religión que más tarde sería usada por los reyes y los grandes señores para legitimar y expandir su poder.
Esos dos procesos mencionados, la expansión del poder real y la cristianización son dos procesos paralelos. Aunque todavía no se puede hablar de estado, al referirse a unas instituciones incipientes y poco asentadas, sí se van consolidando ciertas prácticas que se pueden considerar como estatales: la búsqueda del control de la sociedad, la organización del territorio, la clara delimitación del mismo, la creación de una ideología a su servicio y, sobre todo, el control sobre el monopolio de la fuerza.
El proceso de centralización comienza cuando los grandes señores locales, líderes de familias concretas, deciden que no sólo van a dirigir a sus pueblos en la guerra, algo considerado como un derecho (expediciones vikingas), sino que ahora, fuera de controlar pequeñas regiones, van a intentar expandir su poder a zonas limítrofes e interiores. 
Durante los siglos X y XI se produjo un proceso de tímidos intentos centralizadores con base en Vestrogotia y Ostrogotia. Desde entonces, y hasta mediados del siglo XIII, se fue poco a poco estabilizando el poder de la corona y se produjo una temprana organización de la Iglesia local. 
La tradición de la figura del rey como persona de mayor rango y dignidad ya existía, siendo una institución electiva, no hereditaria.
Durante casi tres siglos, Suecia asistió a la lucha entre las distintas familias más importantes por ostentar esa dignidad real, y de esa forma obtener la corona y la subordinación del resto señores locales, más que una lucha por crear un reino único y unificado.
Se podría decir que no fue hasta el reinado de Canuto I de Suecia (1167-1195/6) donde existen datos e indicios que muestran un avance claro de la organización estatal: durante su reinado, que fue excepcionalmente largo para lo habitual de la época, se estrechó la relación entre la administración del rey y la de la Iglesia (la corona hizo uso sobre todo del conocimiento de la escritura de los monjes); se pueden constatar los primeros contactos diplomáticos; se produjo la primera acuñación masiva de moneda, y se puede decir que Knut Eriksson mantuvo el control sobre tanto Gotia como Sueonia.